# Minolta XM
Die Minolta XM kam 1972 auf den Markt und wurde in etwa bis Anfang 1980 gebaut. Die XM war Minoltas Versuch, in der Kamera-Profiklasse Fuß zu fassen und den etablierten Konkurrenten aus den Häusern Nikon (Nikon F und Nikon F2) und Canon (Canon F-1) paroli zu bieten. Aus diesem Grund wurde die XM mit enormem Aufwand konstruiert und gebaut, stets mit der Vorgabe, noch besser als die große Konkurrenz zu sein.
Das Ergebnis ist eine für die 1970er Jahre extrem fortschrittliche und mutige Kamera mit beeindruckenden Eigenschaften: Die XM verfügt über Wechselsucher, Zeitautomatik, elektronisch gesteuerten Verschluss mit großem Zeitenbereich und ein extrem solides Gehäuse. Interessantes Feature der XM ist ein Sensor-Schalter auf der rechten Vorderseite der Kamera, über den das Messsystem der Kamera automatisch mit dem Festhalten eingeschaltet wird.
Nachteil und Kritikpunkt an der XM war der fehlende Motoranschluss (Motoranschluss wurde für die XM nicht konzipiert). Um den Forderungen nach einer motorisierten XM nachzukommen, brachte Minolta 1976 die XM Motor (eine modifizierte XM mit fest integrierter Motoreinheit und verstärkter Transportmechanik) auf den Markt. Mit der XM Motor wurde ein neuer Automatik-Sucher ausgeliefert, der einen erweiterten Messbereich hat und dessen Messzelle schneller reagiert. Trotzdem wurde auch die XM Motor kein Erfolg. Die Profifotografen hatten Zweifel bzgl. Zuverlässigkeit und Standfestigkeit einer elektronischen Profi-Kamera.
Die XM war Minoltas Topmodell der Non-AF-Kamerageneration. Die XM bot zwar viel Funktionalität und Qualität, schaffte es allerdings nie, sich aus dem Schatten der Profimodelle von Nikon und Canon zu lösen. Sie blieb das einzige Minolta-Profimodell mit Wechselsucher. Erst im Autofokus-Zeitalter versuchte Minolta erneut den Weg ins Kamera-Profilager, mit der Minolta 9000 AF und später der Minolta Dynax 9.

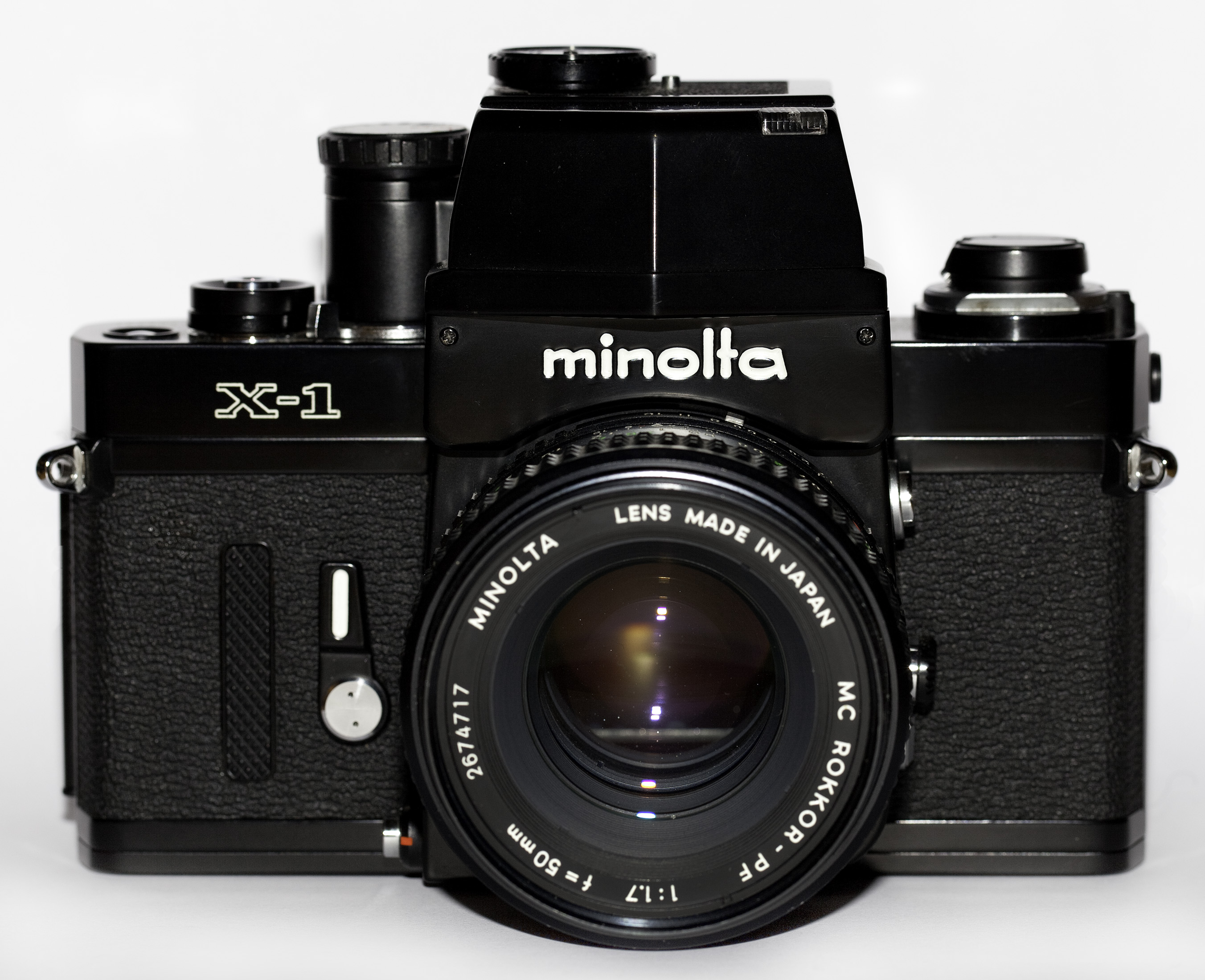
Minolta X-1 mit AE-Sucher und 50mm Objektiv

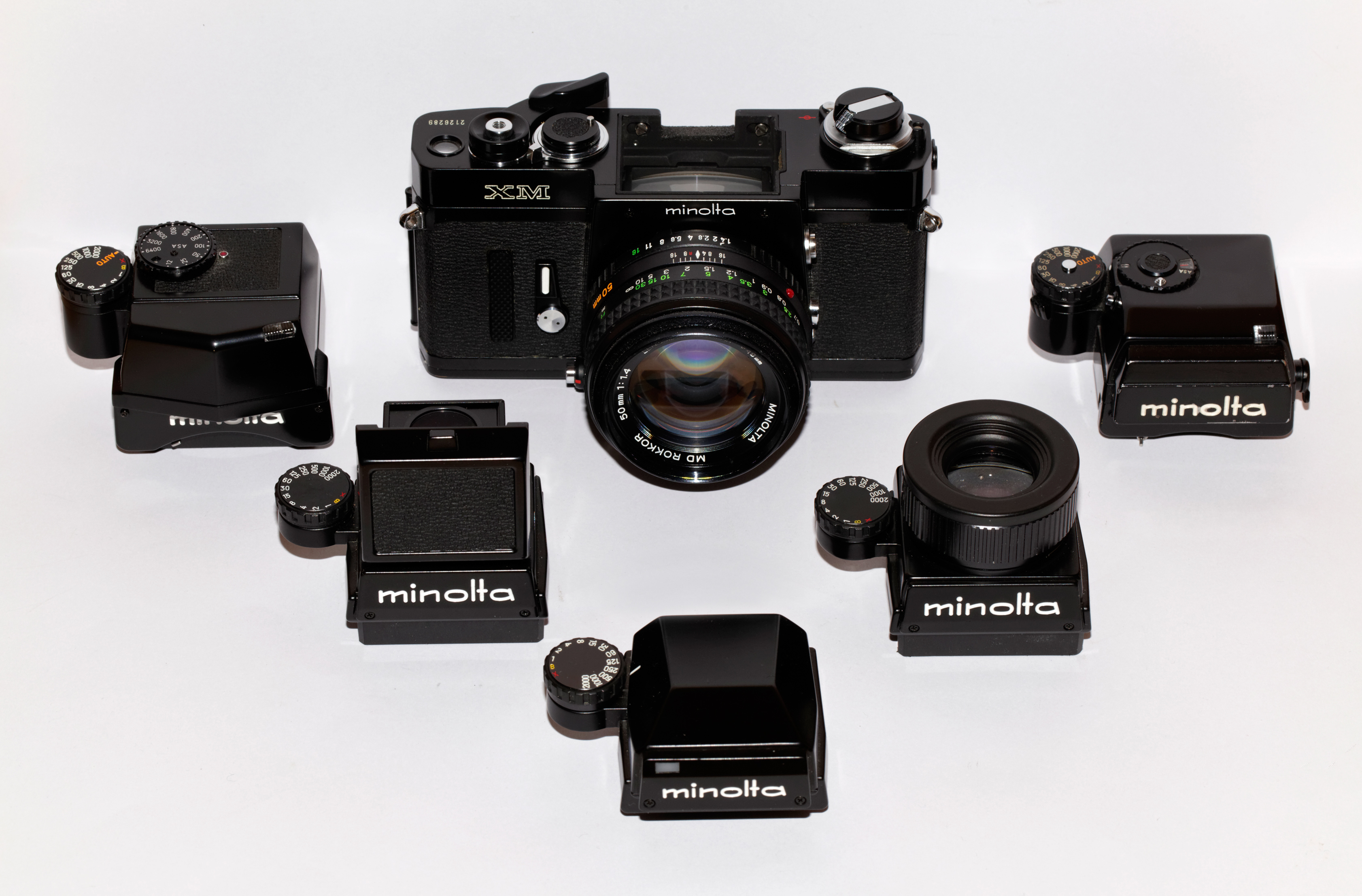
Minolta XM mit allen XM-Wechselsuchern

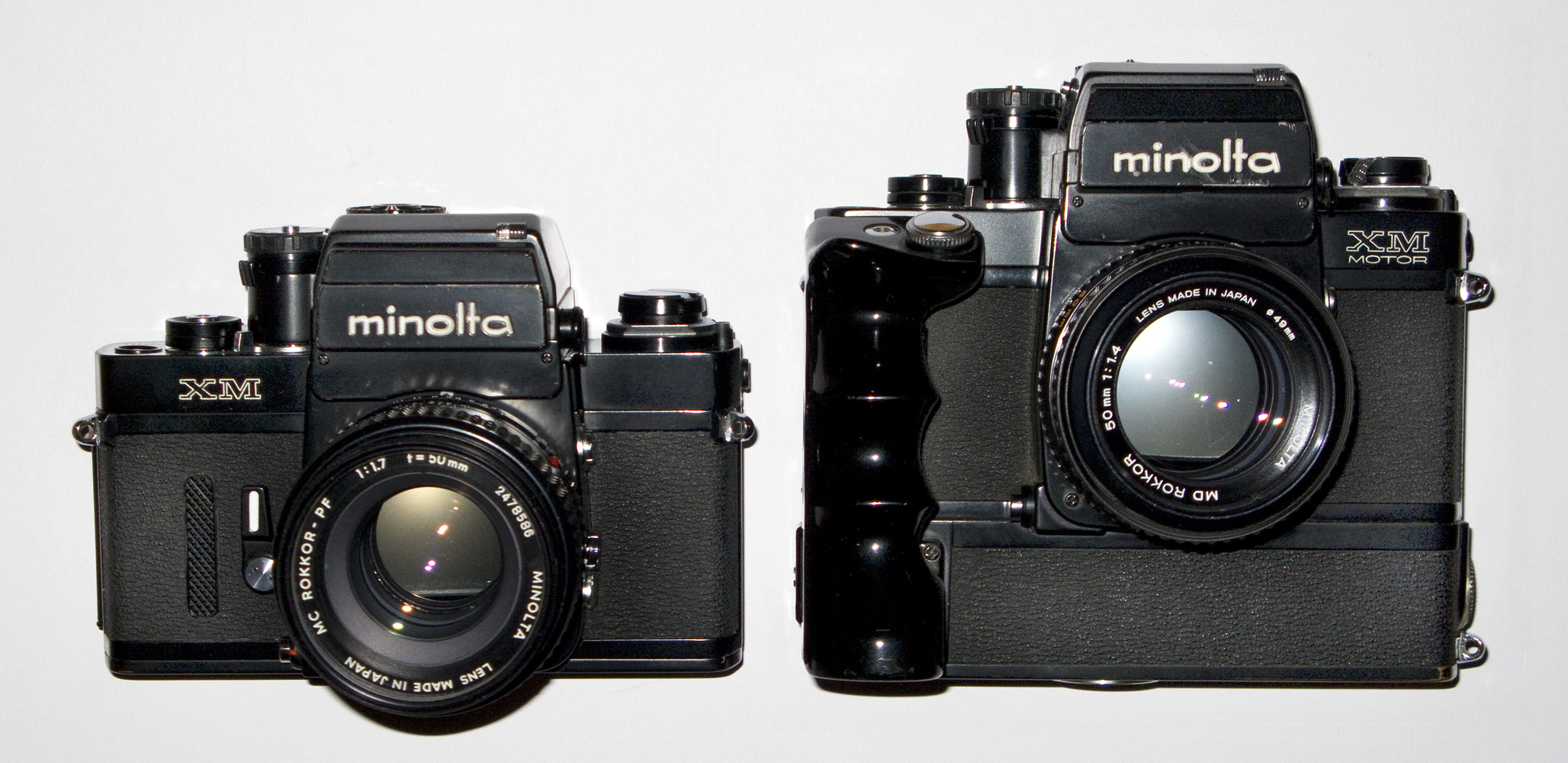
Minolta XM und XM Motor je mit AE-S-Sucher und 50mm Objektiv

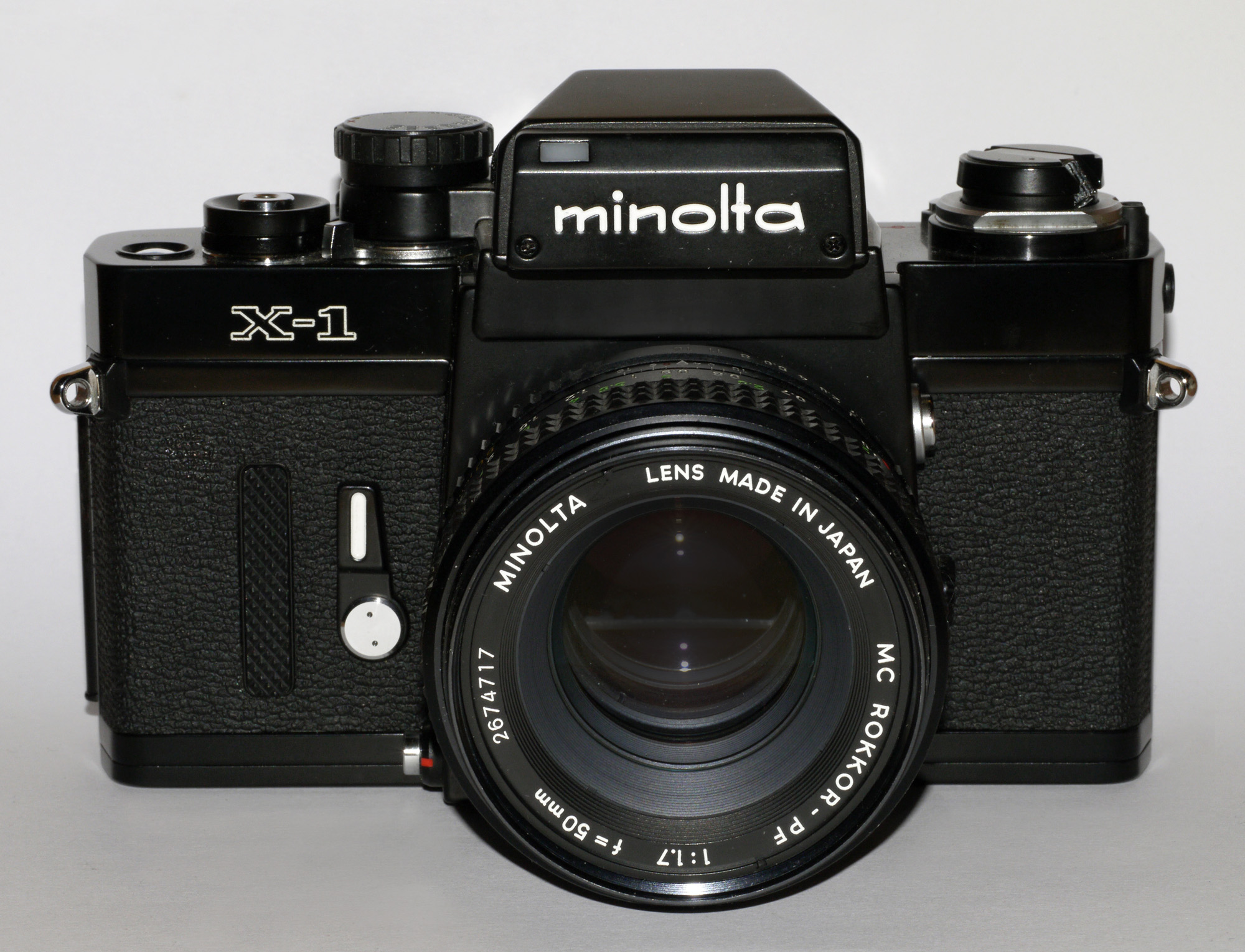
Minolta X-1 mit Prismensucher P und 1.7/50mm Objektiv

## Daten und Ausstattungsmerkmale
Die Minolta XM ist eine 35-mm-Spiegelreflexkamera mit TTL Lichtmessung. Der Objektivanschluss ist das Minolta-SR-Bajonett, die zugehörigen Objektive tragen die Bezeichnung „MC-Rokkor“. Mit Einführung der ersten Mehrfachautomatik-SLR Minolta XD7 1977 erfolgte die Umstellung auf die kompakteren, für Blendenautomatik eingerichteten MD-Rokkore, die mit der XM ebenfalls verwendet werden können.
Verschluss
Der Verschluss der Minolta XM ist ein horizontal ablaufender Schlitzverschluss mit sehr dünnen, epoxidharz-beschichteten Titan-Rollos. Dieser Verschluss wird elektronisch gesteuert und arbeitet von 1/2000 Sekunde bis zu vollen 16 Sekunden. Die Verschlusszeit wird „klassisch“ über einen Verschlusszeitenknopf auf der Oberseite der Kamera eingestellt. Die manuellen Verschlusszeiten sind über diesen Knopf von 1 bis 1/2000 Sekunde einstellbar (plus X und B). Bei Zeitautomatik (Stellung AUTO auf dem Verschlusszeitenknopf, allerdings nur mit dem AE- und AE-S-Sucher der XM und XM Motor) steuert die Kamera Verschlusszeiten von vollen 4 Sekunden bis zur 1/2000 Sekunde. Die Blitzsynchronzeit beträgt 1/100 Sekunde.
Längere Verschlusszeiten als eine Sekunde
Verschlusszeiten bis 16 Sekunden sind möglich. Hierzu muss B auf dem Verschlusszeitenrad gewählt werden und über einen Hebel (unter dem Verschlusszeitenrad) lassen sich die Verschlusszeiten 2, 4, 8 und 16 Sekunden einstellen. Beim Automatik-Sucher AE-S geht der automatische Verschlusszeiten-Bereich sogar bis 30 Sekunden.
Messsystem und Messcharakteristik
Das Messsystem der XM ist in den AE- bzw. AE-S-Sucher integriert. Das bedeutet, dass „integrierte“ Belichtungsmessung und Zeitautomatik auch nur mit diesen Suchern möglich ist. Der Filmempfindlichkeitsbereich der XM liegt zwischen 12 und 6400 ASA.
Selbstauslöser, Abblendhebel und Spiegelvorauslösung
Der Selbstauslöser ist bei der XM mechanisch und kann über den Selbstauslöserhebel variabel eingestellt werden. Abblenden zur Kontrolle der Schärfentiefe erfolgt durch Druck auf einen Knopf neben dem Objektivbajonett, über den durch Drehung auch die Spiegelvorauslösung (manuelles Hochklappen des Schwingspiegels vor dem Auslösen) betätigt wird.
Sucher
Die XM verfügt über auswechselbare Sucher. Es gibt insgesamt sechs verschiedene Sucher, die sowohl an der XM, als auch an der XM Motor verwendet werden können. Nur zwei dieser Sucher bieten Belichtungsmessung und Zeitautomatik. Diese Automatik-Sucher verfügen über einen Okularverschluss und einen separaten Schalter für das Messsystem der Kamera. Auf der Oberseite der Automatik-Sucher ist eine Belichtungskorrektur-Skala zur Berücksichtigung von Korrekturwerten. Bei allen übrigen Suchern muss die Belichtung per externem Belichtungsmesser ermittelt werden.
Blitzgeräte werden an der XM per Zubehörschuh angeschlossen. Dieser kann über dem Filmrückspulknopf auf das Kameragehäuse geschoben werden.
Sucherinformationen
Der Sucher der XM bietet ein großes und übersichtliches Sucherbild. Es werden 100 Prozent des Bildfeldes sowie die am Objektiv eingestellte Blende gezeigt. Zusätzlich ist bei den Automatik-Suchern noch eine Zeitenskala auf der rechten Seite des Sucherbildes sichtbar.
Gehäuse
Die XM hat Messing-Top- und Bodenkappen, die schwarz lackiert wurden. Die Rückwand kann nicht abgenommen werden.
Maße
- Kamera: 48 × 84 × 147,5 mm
- Gewicht: 670 g
- AE-Sucher: 50 × 76 × 65 mm
- Gewicht: 225 g

Energieversorgung: zweimal 1,5-V-Silber-Oxid-Batterien (bspw. EPX76)

## Zubehör

### Wechselsucher
- Automatik-Prismensucher AE: Standard-Sucher, der Zeitautomatik bietet (mit 2 nach dem Minolta-CLC-Belichtungsmessprinzip [„Contrast Light Compensation“] in Serie geschalteten CdS-Zellen)
- Automatik-Prismensucher AE-S: zunächst Standard bei XM Motor und später auch bei XM (Belichtungsmessung mit blauer Siliziumzelle)
- Prismensucher P: einfacher Prismensucher ohne Belichtungsmesser
- Lichtschachtsucher W: kompakter Falt-Lichtschachtsucher mit Lupe
- Vergrößerungssucher H: starrer Lupensucher mit 6,2facher Vergrößerung
- Nachführ-Prismensucher M

### Einstellscheiben
Für die XM gibt es 10 Matt- und Klarglasscheiben (P, M, PM, G, L, H, S, C1, C2 & C3) sowie eine Mikrowabenscheibe (AP, der Vorläufer der späteren Mikrowaben-Technik der XG- und XD-Serie). Die Einstellscheiben werden durch Abnehmen des Suchers getauscht. Je nach Einstellscheibe sind teilweise Belichtungskorrekturwerte nötig (Einstellung an den AE-Suchern der XM).

## Versionen
Die XM wurde regional unter verschiedenen Namen verkauft, in Amerika als XK und im asiatischen Raum unter der Bezeichnung X-1. Die Funktionen und die Ausstattung sind bei XM, XK, X-1 identisch.